# Guachapala (canton)
Guachapala est un canton d'Équateur situé dans la province d'Azuay.